# 코리아컵 우승 기록

## 역사
초기의 여러 대회를 현 천황배일본축구대회의 전신으로 인정하여 대회 횟수를 부여하는 일본축구협회와 달리, 대한축구협회에서는 전조선축구대회, 전국축구선수권대회를 전신으로 인정은 하지만 대회 횟수 부여 및 기록 승계는 하지 않고 있다.
전조선축구대회의 경우 현 대한축구협회의 전신인 조선축구협회가 주최했다는 점, 주로 늦가을에 한 해를 결산하며 열렸다는 점, 전국 주요 클럽들이 망라되어 참가하는 국내 최대의 대회였다는 점 등을 고려할 때 전국축구선수권대회의 성격과 동일하다. 
또한 해방 이후 전국 규모의 축구대회가 처음 열린 것은 1946년이며 이때부터 조선축구협회에서 주관하는 전국축구선수권대회가 매년 가을(11월 경) 열렸으며, 이 대회는 국내의 실업, 대학, 군팀 등 성인 축구팀들이 모두 참가해 그 해 한국축구의 실질적인 챔피언을 가리는 대회였다.
그러나 1983년 프로축구 리그인 수퍼리그가 출범하면서, 점차 전국축구선수권대회에는 아마추어 구단들만 참가하게 되었고, 대회의 의미가 점차 퇴색하였다. 때문에 프로와 아마추어가 모두 아울러서 참가하는 FA컵 대회가 1984년도 말에 추진되기도 하였으며, 실제 1988년 제43회 전국축구선수권대회와 1989년 제44회 전국축구선수권대회 때는 프로팀들이 참가한 가운데, FA컵 축구대회라는 명칭이 사용되기도 하였다.. 이후 대한축구협회와 프로구단들 간의 불화로 대회는 다시 아마추어 위주의 대회로 바뀌었다가, 1996년 프로와 아마추어 등 모든 형태의 성인 축구팀을 통틀어 한국 축구의 최강구단을 가리는 FA컵 대회가 다시 열리게 된다. 2000년까지는 전국축구선수권대회와 FA컵이 별개로 개최되었으나 전국축구선수권대회가 2000년 대회를 마지막으로 폐지되고 2001년부터 FA컵에 흡수통합이 되면서 2001년부터 2009년까지 대회명칭을 FA CUP 전국축구선수권대회로 호칭하였다.

## 전조선축구대회(1921–1940)
| 연도                             | 명칭                            | 우승             | 준우승           | 결승 장소       | 비고                                                          |
| -------------------------------- | ------------------------------- | ---------------- | ---------------- | --------------- | ------------------------------------------------------------- |
| 1921                             | 제1회 전조선축구대회            | 분규로 대회 중단 | 분규로 대회 중단 | 배재고보 운동장 | 조선체육회(현 대한체육회) 주최                                |
| 1922                             | 제2회 전조선축구대회            | 평양 무오단      | 불교청년회       | 경성중학 운동장 |                                                               |
| 1922                             | 제3회 전조선축구대회            | 불교청년회       | 건강구락부       | 경성중학 운동장 |                                                               |
| 1923                             | 제4회 전조선축구대회            | 불교청년회       | 무오청년회       | 휘문고보 운동장 | 소학부 신설                                                   |
| 1924                             | 제5회 전조선축구대회            | 건강 운동부      | 수양 구락부      | 휘문고보 운동장 |                                                               |
| 1925                             | 제6회 전조선축구대회            | 조선 축구단      | 고려 구락부      | 배재고보 운동장 | 전문부 신설                                                   |
| 1926                             | 제7회 전조선축구대회            | 평양 무오단      | 조선 축구단      | 배재고보 운동장 |                                                               |
| 1927                             | 제8회 전조선축구대회            | 연희전문         | 조선 축구단      | 경성운동장      | 전문부 폐지                                                   |
| 1928                             | 제9회 전조선축구대회            | 연희전문         | 보성전문         | 경성운동장      |                                                               |
| 1929                             | 제10회 전조선축구대회           | 보성전문         | 연우 구락부      | 경성운동장      |                                                               |
| 1930                             | 제11회 전조선축구대회           | 연희전문         | 보성전문         | 경성운동장      |                                                               |
| 1931                             | 제12회 전조선축구대회           | 숭실전문         | 연희전문         | 경성운동장      |                                                               |
| 1932                             | 제13회 전조선축구대회           | 청진 축구단      | 계림 축구단      | 경성운동장      | 전문부 부활 청년부는 리그전 방식으로 열림                     |
| 1933                             | 제14회 전조선축구대회           | 조선 축구단      | 경성 축구단      | 경성운동장      |                                                               |
| 1934                             | 제15회 전조선종합경기대회       | 평양 축구단      | 조선 축구단      | 경성운동장      | 전조선종합경기대회(전국체육대회의 전신) 중 축구 종목으로 진행 |
| 1935                             | 제16회 전조선종합경기대회       | 청진 축구단      | 철도국 축구단    | 경성운동장      | 청년부를 일반부로 명칭 변경                                   |
| 1936                             | 제17회 전조선종합경기대회       | 경성 축구단      | 순천 축구단      | 경성운동장      |                                                               |
| 1937                             | 제18회 전조선종합경기대회       | 서울 축구단      | 동방 축구단      | 경성운동장      |                                                               |
| 1938                             | 제19회 전조선종합축구선수권대회 | 함흥 축구단      | 경성 축구단      | 경성운동장      | 조선체육회 해체에 따라 단일 대회로 환원 조선축구협회 주최     |
| 1939                             | 제20회 전조선종합축구선수권대회 | 철도국 축구단    | 경성 축구단      | 경성운동장      |                                                               |
| 1940                             | 제21회 전조선종합축구선수권대회 | 마장 축구단      | 선일 축구단      | 경성운동장      | 소학부 폐지                                                   |
| 일제의 구기종목 금지로 대회 중단 |                                 |                  |                  |                 |                                                               |

## 전국축구선수권대회(1946–1995)
| 연도 | 명칭                      | 우승                                                                                         | 준우승                                                                                       | 결승 장소              | 비고 |
| ---- | ------------------------- | -------------------------------------------------------------------------------------------- | -------------------------------------------------------------------------------------------- | ---------------------- | --- |
| 1946 | 제1회 전국축구선수권대회  | 인천 조일양조                                                                                | 상과대학                                                                                     | 서울운동장             | |
| 1947 | 제2회 전국축구선수권대회  | 결과 미상                                                                                    | 결과 미상                                                                                    | 결과 미상              | 결과 미상 |
| 1948 | 제3회 전국축구선수권대회  | 연희대학교                                                                                   | 성균관대학교                                                                                 | 서울운동장             | |
| 1949 | 제4회 전국축구선수권대회  | 조선전업                                                                                     | 연희대학교                                                                                   | 서울운동장             | |
| 1950 | 한국전쟁으로 대회 취소    | 한국전쟁으로 대회 취소                                                                       | 한국전쟁으로 대회 취소                                                                       | 한국전쟁으로 대회 취소 | 한국전쟁으로 대회 취소                                                                                                 |
| 1951 | 제5회 전국축구선수권대회  | 대구 조선방직                                                                                | 공군                                                                                         | 밀양공설운동장         | 헬싱키 올림픽 대표 선발전 겸임                                                                                         |
| 1952 | 제6회 전국축구선수권대회  | 결과 미상                                                                                    | 결과 미상                                                                                    | 결과 미상              | 결과 미상 |
| 1953 | 제7회 전국축구선수권대회  | 육군 병참단                                                                                  | 해병대                                                                                       | 서울운동장             | |
| 1954 | 제8회 전국축구선수권대회  | 육군 헌병사령부                                                                              | 육군 특무대 (CIC)                                                                            | 서울운동장             | |
| 1955 | 제9회 전국축구선수권대회  | 특무대 (CIC)와 헌병사령부의 준결승전 경기가 판정시비로 인해 무기한 연기되어 결승전 개최 취소 | 특무대 (CIC)와 헌병사령부의 준결승전 경기가 판정시비로 인해 무기한 연기되어 결승전 개최 취소 | 서울운동장             | |
| 1956 | 제10회 전국축구선수권대회 | 육군 병참단                                                                                  | 헌병감실                                                                                     | 서울운동장             | |
| 1957 | 제11회 전국축구선수권대회 | 특무대 (CIC)                                                                                 | 해병대                                                                                       | 서울운동장             | 결승전 무승부로 재경기 함                                                                                              |
| 1958 | 제12회 전국축구선수권대회 | 육군 병참단                                                                                  | 헌병감실                                                                                     | 서울운동장             | |
| 1959 | 제13회 전국축구선수권대회 | 특무대 (CIC)                                                                                 | 해병대, 헌병감실                                                                             | 서울운동장             | 로마 올림픽 대표 선발전 겸임                                                                                           |
| 1960 | 제14회 전국축구선수권대회 | 경희대                                                                                       | 대한중석                                                                                     | 서울운동장             | |
| 1961 | 제15회 전국축구선수권대회 | 경희대                                                                                       | 헌병감실                                                                                     | 서울운동장             | |
| 1962 | 제16회 전국축구선수권대회 | 한국전력                                                                                     | 대한중석                                                                                     | 서울운동장             | |
| 1963 | 제17회 전국축구선수권대회 | 고려대                                                                                       | 육군 병참단                                                                                  | 부산공설운동장         | |
| 1964 | 제18회 전국축구선수권대회 | 대한석탄공사                                                                                 | 한국전력                                                                                     | 부산공설운동장         | |
| 1965 | 제19회 전국축구선수권대회 | 한국전력                                                                                     | 금성방직                                                                                     | 효창운동장             | |
| 1966 | 제20회 전국축구선수권대회 | 제일모직                                                                                     | 중앙대                                                                                       | 효창운동장             | |
| 1967 | 제21회 전국축구선수권대회 | 제일모직                                                                                     | 한국전력                                                                                     | 효창운동장             | |
| 1968 | 제22회 전국축구선수권대회 | 양지                                                                                         | 대한중석                                                                                     | 효창운동장             | |
| 1969 | 제23회 전국축구선수권대회 | 육군                                                                                         | 해병대                                                                                       | 효창운동장             | |
| 1970 | 제24회 전국축구선수권대회 | 육군                                                                                         | 주택은행                                                                                     | 서울운동장             | |
| 1971 | 제25회 전국축구선수권대회 | 고려대                                                                                       | 한국신탁은행                                                                                 | 서울운동장             | |
| 1972 | 대회 중단                 | 대회 중단                                                                                    | 대회 중단                                                                                    | 대회 중단              | 대회 중단 |
| 1973 | 제28회 전국축구선수권대회 | 해군, 조흥은행 공동 우승                                                                     | 해군, 조흥은행 공동 우승                                                                     | 서울운동장             | 1973년도 대회부터 과거 취소 대회들이었던 1950년과 1972년도 대회의 횟수를 적용하여 제28회 대회로 대회횟수가 조정되었다. |
| 1974 | 제29회 전국축구선수권대회 | 고려대                                                                                       | 연세대                                                                                       | 서울운동장             | |
| 1975 | 제30회 전국축구선수권대회 | 육군                                                                                         | 고려대                                                                                       | 서울운동장             | |
| 1976 | 제31회 전국축구선수권대회 | 고려대                                                                                       | 공군                                                                                         | 서울운동장             | |
| 1977 | 제32회 전국축구선수권대회 | 건국대                                                                                       | 포항제철                                                                                     | 서울운동장             | |
| 1978 | 제33회 전국축구선수권대회 | 국민은행                                                                                     | 중앙대                                                                                       | 서울운동장             | |
| 1979 | 제34회 전국축구선수권대회 | 육군 충의                                                                                    | 명지대                                                                                       | 서울운동장             | |
| 1980 | 제35회 전국축구선수권대회 | 서울시청                                                                                     | 한국전력                                                                                     | 서울운동장             | |
| 1981 | 제36회 전국축구선수권대회 | 건국대                                                                                       | 고려대                                                                                       | 서울운동장             | 결승전 무승부로 재경기                                                                                                 |
| 1982 | 제37회 전국축구선수권대회 | 서울시청                                                                                     | 한국전력                                                                                     | 서울운동장             | |
| 1983 | 제38회 전국축구선수권대회 | 한양대                                                                                       | 서울신탁은행                                                                                 | 서울운동장             | |
| 1984 | 제39회 전국축구선수권대회 | 연세대                                                                                       | 중앙대                                                                                       | 효창운동장             | |
| 1985 | 제40회 전국축구선수권대회 | 고려대                                                                                       | 포항제철 아마                                                                                | 동대문운동장           | |
| 1986 | 제41회 전국축구선수권대회 | 서울시청                                                                                     | 아주대                                                                                       | 동대문운동장           | |
| 1987 | 제42회 전국축구선수권대회 | 성균관대                                                                                     | 연세대                                                                                       | 효창운동장             | |
| 1988 | 제43회 전국축구선수권대회 | 럭키금성 황소                                                                                | 대우 로얄즈                                                                                  | 동대문운동장           | 결승전 심판판정 관련 관중 소요로 중단 취소 후 재경기                                                                   |
| 1989 | 제44회 전국축구선수권대회 | 대우 로얄즈                                                                                  | 현대 호랑이                                                                                  | 동대문운동장           | 결승전 1차전과 2차전으로 진행                                                                                          |
| 1990 | 제45회 전국축구선수권대회 | 대우 로얄즈 2군                                                                              | 인천대                                                                                       | 동대문운동장           | |
| 1991 | 제46회 전국축구선수권대회 | 기업은행                                                                                     | 할렐루야                                                                                     | 효창운동장             | |
| 1992 | 제47회 전국축구선수권대회 | 한양대                                                                                       | 대구대                                                                                       | 동대문운동장           | |
| 1993 | 제48회 전국축구선수권대회 | 기업은행                                                                                     | 대구대                                                                                       | 효창운동장             | |
| 1994 | 제49회 전국축구선수권대회 | 이랜드                                                                                       | 할렐루야                                                                                     | 효창운동장             | |
| 1995 | 제50회 전국축구선수권대회 | 이랜드                                                                                       | 할렐루야                                                                                     | 동대문운동장           | |

## 전국축구선수권대회/FA컵(1996–2000)
| 연도                                  | 명칭                               | 우승             | 준우승               | 결승 장소      | 비고 |
| ------------------------------------- | ---------------------------------- | ---------------- | -------------------- | -------------- | ---- |
| 1996                                  | 제51회 전국축구선수권대회          | 상무             | 이랜드               | 동대문운동장   |      |
| 1996                                  | 제1회 FA CUP 축구대회              | 포항 아톰즈      | 수원 삼성 블루윙즈   | 진주공설운동장 |      |
| 1997                                  | 제52회 전국축구선수권대회          | 한일생명         | 할렐루야             | 여천공설운동장 |      |
| 1997                                  | 제2회 FA CUP 축구대회              | 전남 드래곤즈    | 천안 일화 천마       | 광주무등경기장 |      |
| 1998                                  | 제53회 전국축구선수권대회          | 한일생명         | 할렐루야             | 효창운동장     |      |
| 1998                                  | 제3회 삼보체인지업 FA CUP 축구대회 | 안양 LG 치타스   | 울산 현대 호랑이     | 동대문운동장   |      |
| 1999                                  | 제54회 전국축구선수권대회          | 아주대           | 울산 현대 호랑이 2군 | 제천종합운동장 |      |
| 1999                                  | 제4회 삼보컴퓨터 FA CUP 축구대회   | 천안 일화 천마   | 전북 현대 다이노스   | 제주종합경기장 |      |
| 2000                                  | 제55회 전국축구선수권대회          | 현대미포조선     | 한국철도             | 동대문운동장   |      |
| 2000                                  | 2000 서울은행 FA CUP 축구대회      | 전북 현대 모터스 | 성남 일화 천마       | 제주종합경기장 |      |
| 전국축구선수권대회가 FA컵 대회로 통합 |                                    |                  |                      |                |      |

## FA컵(2001–현재)

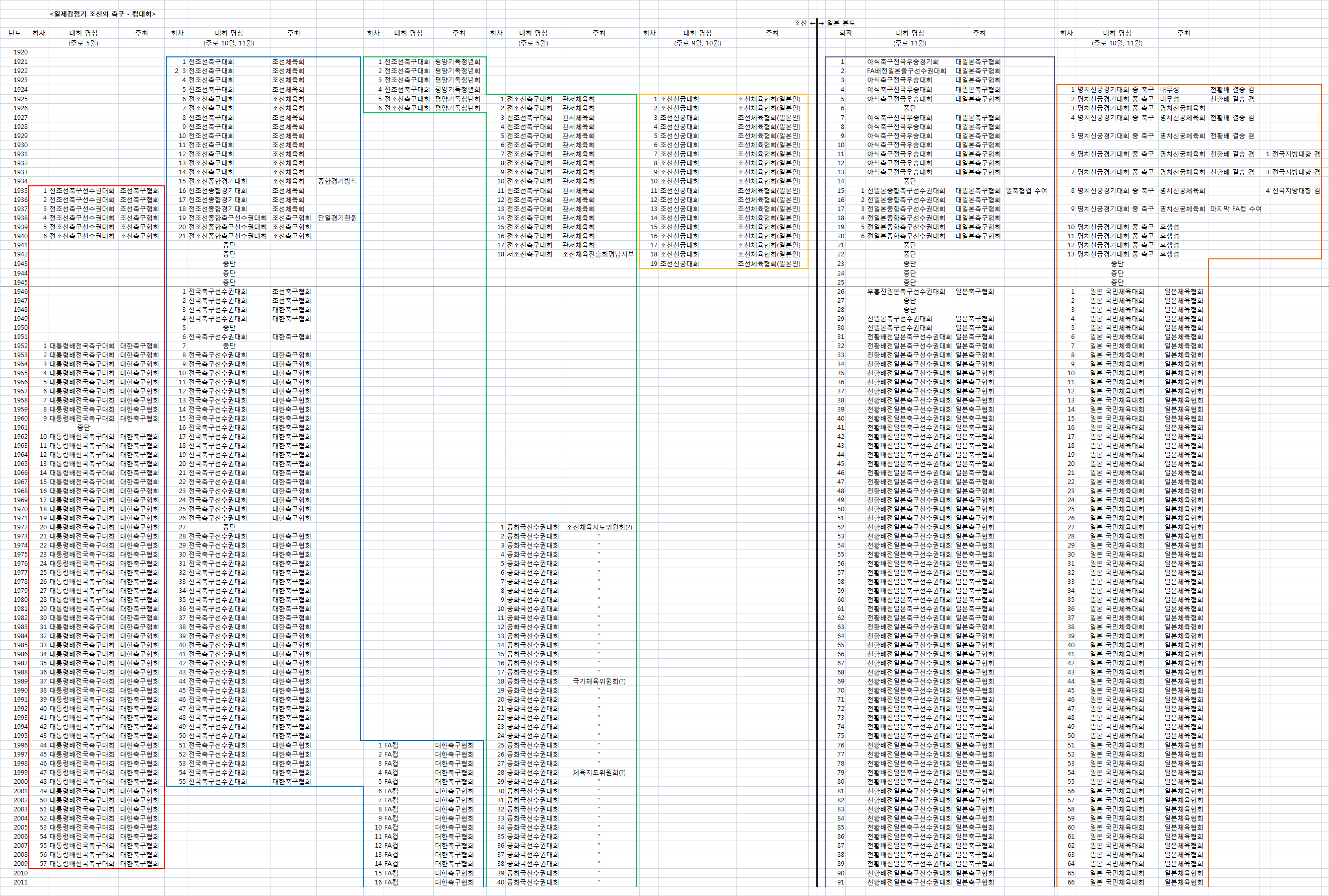
한국, 북한, 일본 역대 축구협회 컵대회

| 연도 | 명칭                                         | 우승               | 준우승                   | 결승 장소                           | 비고                                                                                  |
| ---- | -------------------------------------------- | ------------------ | ------------------------ | ----------------------------------- | ------------------------------------------------------------------------------------- |
| 2001 | 2001 서울은행 FA CUP 전국축구선수권대회      | 대전 시티즌        | 포항 스틸러스            | 서울월드컵경기장                    | 전국축구선수권대회가 FA컵 대회로 통합                                                 |
| 2002 | 2002 하나-서울은행 FA CUP 전국축구선수권대회 | 수원 삼성 블루윙즈 | 포항 스틸러스            | 제주월드컵경기장                    |                                                                                       |
| 2003 | 2003 하나은행 FA CUP 전국축구선수권대회      | 전북 현대 모터스   | 전남 드래곤즈            | 서울월드컵경기장                    |                                                                                       |
| 2004 | 2004 하나은행 FA CUP 전국축구선수권대회      | 부산 아이콘스      | 부천 SK                  | 창원종합운동장                      |                                                                                       |
| 2005 | 2005 하나은행 FA CUP 전국축구선수권대회      | 전북 현대 모터스   | 울산 현대미포조선 돌고래 | 서울월드컵경기장                    |                                                                                       |
| 2006 | 2006 하나은행 FA CUP 전국축구선수권대회      | 전남 드래곤즈      | 수원 삼성 블루윙즈       | 서울월드컵경기장                    | 전경기 연중행사로 진행 경기하는 클럽 홈구장 이용                                      |
| 2007 | 2007 하나은행 FA CUP 전국축구선수권대회      | 전남 드래곤즈      | 포항 스틸러스            | 광양축구전용구장 포항스틸야드       | 결승전 홈-원정 방식                                                                   |
| 2008 | 2008 하나은행 FA CUP 전국축구선수권대회      | 포항 스틸러스      | 경남 FC                  | 제주종합경기장                      | 결승전 단판제 (제3경기장)                                                             |
| 2009 | 2009 하나은행 FA CUP                         | 수원 삼성 블루윙즈 | 성남 일화 천마           | 성남종합운동장                      | 결승전 단판제 (추첨팀 홈) 2009년 대회부터 전국축구선수권대회가 공식 대회명칭에서 제외 |
| 2010 | 2010 하나은행 FA CUP                         | 수원 삼성 블루윙즈 | 부산 아이파크            | 부산아시아드주경기장                |                                                                                       |
| 2011 | 2011 하나은행 FA CUP                         | 성남 일화 천마     | 수원 삼성 블루윙즈       | 탄천종합운동장                      |                                                                                       |
| 2012 | 2012 하나은행 FA CUP                         | 포항 스틸러스      | 경남 FC                  | 포항스틸야드                        |                                                                                       |
| 2013 | 2013 하나은행 FA CUP                         | 포항 스틸러스      | 전북 현대 모터스         | 전주월드컵경기장                    |                                                                                       |
| 2014 | 2014 하나은행 FA CUP                         | 성남 FC            | FC 서울                  | 서울월드컵경기장                    |                                                                                       |
| 2015 | 2015 KEB 하나은행 FA CUP                     | FC 서울            | 인천 유나이티드          | 서울월드컵경기장                    |                                                                                       |
| 2016 | 2016 KEB 하나은행 FA CUP                     | 수원 삼성 블루윙즈 | FC 서울                  | 수원월드컵경기장 서울월드컵경기장   | 결승전 홈-원정 방식                                                                   |
| 2017 | 2017 KEB 하나은행 FA CUP                     | 울산 현대          | 부산 아이파크            | 구덕운동장 울산문수축구경기장       | 결승전 홈-원정 방식                                                                   |
| 2018 | 2018 KEB 하나은행 FA CUP                     | 대구 FC            | 울산 현대                | 울산문수축구경기장 대구스타디움     | 결승전 홈-원정 방식                                                                   |
| 2019 | 2019 KEB 하나은행 FA CUP                     | 수원 삼성 블루윙즈 | 대전 코레일              | 한밭종합운동장 수원월드컵경기장     | 결승전 홈-원정 방식                                                                   |
| 2020 | 2020 하나은행 FA CUP                         | 전북 현대 모터스   | 울산 현대                | 울산문수축구경기장 전주월드컵경기장 | 결승전 홈-원정 방식                                                                   |

## 통계

### 역대 (1921–현재)
※ 굵은 글씨로 표시된 구단은 프로축구단

※ 이탤릭체로 표시된 구단은 해체된 축구단

#### 구단별 우승 횟수
| 구단                     | 우승                                     | 준우승                              |
| ------------------------ | ---------------------------------------- | ----------------------------------- |
| 고려대학교               | 6회 (1929, 1963, 1971, 1974, 1976, 1985) | 4회 (1928, 1930, 1975, 1981)        |
| 연세대학교               | 5회 (1927, 1928, 1930, 1948, 1984)       | 4회 (1931, 1949, 1974, 1987)        |
| 수원 삼성 블루윙즈       | 5회 (2002, 2009, 2010, 2016, 2019)       | 3회 (1996, 2006, 2011)              |
| 포항 스틸러스            | 5회 (1996, 2008, 2012, 2013, 2023)       | 5회 (1977, 19851, 2001, 2002, 2007) |
| 전북 현대 모터스         | 4회 (2000, 2003, 2005, 2020)             | 2회 (1999, 2013)                    |
| 육군                     | 4회 (1969, 1970, 1975, 1979)             |                                     |
| 성남 FC                  | 3회 (1999, 2011, 2014)                   | 3회 (1997, 2000, 2009)              |
| 부산 아이파크            | 3회 (1989, 19901, 2004)                  | 2회 (1988, 2010)                    |
| FC 서울                  | 3회 (1988, 1998, 2015)                   | 3회 (2014, 2016, 2022)              |
| 육군 병참단              | 3회 (1953, 1956, 1958)                   | 1회 (1963)                          |
| 전남 드래곤즈            | 3회 (1997, 2006, 2007)                   | 1회 (2003)                          |
| 서울시청                 | 3회 (1980, 1982, 1986)                   |                                     |
| 경주 한국수력원자력      | 2회 (1962, 1965)                         | 4회 (1964, 1967, 1980, 1982)        |
| 조선 축구단              | 2회 (1925, 1933)                         | 3회 (1926, 1927, 1934)              |
| 무오 축구단              | 2회 (1922-제2회 전조선축구대회, 1926)    | 1회 (1923)                          |
| 불교청년회 축구단        | 2회 (1922-제3회 전조선축구대회, 1923)    | 1회 (1922-제2회 전조선축구대회)     |
| 육군 특무대 (CIC)        | 2회 (1957, 1959)                         | 1회 (1954)                          |
| 이랜드                   | 2회 (1994, 1995)                         | 1회 (1996)                          |
| 청진 축구단              | 2회 (1932, 1935)                         |                                     |
| 경희대학교               | 2회 (1960, 1961)                         |                                     |
| 제일모직                 | 2회 (1966, 1967)                         |                                     |
| 건국대학교               | 2회 (1977, 1981)                         |                                     |
| 한양대학교               | 2회 (1983, 1992)                         |                                     |
| 기업은행                 | 2회 (1991, 1993)                         |                                     |
| 한일생명                 | 2회 (1997, 1998)                         |                                     |
| 육군 헌병감실            | 1회 (1954)                               | 4회 (1956, 1958, 1959, 1961)        |
| 울산 현대                | 1회 (2017)                               | 5회 (1989, 1998, 19991, 2018, 2020) |
| 경성 축구단              | 1회 (1936)                               | 3회 (1933, 1938, 1939)              |
| 건강구락부               | 1회 (1924)                               | 1회 (1922-제3회 전조선축구대회)     |
| 철도국 축구단            | 1회 (1939)                               | 1회 (1935)                          |
| 성균관대학교             | 1회 (1987)                               | 1회 (1948)                          |
| 아주대학교               | 1회 (1999)                               | 1회 (1986)                          |
| 울산 현대미포조선 돌고래 | 1회 (2000)                               | 1회 (2005)                          |
| 숭실대학교               | 1회 (1931)                               |                                     |
| 평양 축구단              | 1회 (1934)                               |                                     |
| 서울 축구단              | 1회 (1937)                               |                                     |
| 함흥 축구단              | 1회 (1938)                               |                                     |
| 마장 축구단              | 1회 (1940)                               |                                     |
| 인천 조일양조            | 1회 (1946)                               |                                     |
| 조선전업                 | 1회 (1949)                               |                                     |
| 대구 조선방직            | 1회 (1951)                               |                                     |
| 대한석탄공사             | 1회 (1964)                               |                                     |
| 양지                     | 1회 (1968)                               |                                     |
| 해군                     | 1회 (1973)                               |                                     |
| 조흥은행                 | 1회 (1973)                               |                                     |
| 국민은행                 | 1회 (1978)                               |                                     |
| 상무                     | 1회 (1996)                               |                                     |
| 대전 시티즌              | 1회 (2001)                               |                                     |
| 대구 FC                  | 1회 (2018)                               |                                     |
| 할렐루야                 |                                          | 5회 (1991, 1994, 1995, 1997, 1998)  |
| 해병대                   |                                          | 4회 (1953, 1957, 1959, 1969)        |
| 대한중석                 |                                          | 3회 (1960, 1962, 1968)              |
| 중앙대학교               |                                          | 3회 (1966, 1978, 1984)              |
| 공군                     |                                          | 2회 (1951, 1976)                    |
| 서울신탁은행             |                                          | 2회 (1971, 1983)                    |
| 대구대학교               |                                          | 2회 (1992, 1993)                    |
| 경남 FC                  |                                          | 2회 (2008, 2012)                    |
| 대전 코레일              |                                          | 2회 (2000, 2019)                    |
| 수양구락부               |                                          | 1회 (1924)                          |
| 고려구락부               |                                          | 1회 (1925)                          |
| 연우 구락부              |                                          | 1회 (1929)                          |
| 계림 축구단              |                                          | 1회 (1932)                          |
| 동방 축구단              |                                          | 1회 (1937)                          |
| 선일 축구단              |                                          | 1회 (1940)                          |
| 순천 축구단              |                                          | 1회 (1936)                          |
| 상과대학                 |                                          | 1회 (1946)                          |
| 금성방직                 |                                          | 1회 (1965)                          |
| 주택은행                 |                                          | 1회 (1970)                          |
| 명지대학교               |                                          | 1회 (1979)                          |
| 인천대학교               |                                          | 1회 (1990)                          |
| 제주 유나이티드          |                                          | 1회 (2004)                          |
| 인천 유나이티드          |                                          | 1회 (2015)                          |

주석1: 2군

### FA컵 시대 (1996–현재)
※ 다음은 FA컵 축구대회라는 이름으로 출범한 1996년 대회 부터의 기록이다. 현재로서 대한축구협회는 이 기록을 대회의 공식 기록으로 준용하고 있다.

#### 구단별 우승 횟수
| 구단                     | 우승 | 준우승 | 우승 연도                    | 준우승 연도      |
| ------------------------ | ---- | ------ | ---------------------------- | ---------------- |
| 수원 삼성 블루윙즈       | 5    | 3      | 2002, 2009, 2010, 2016, 2019 | 1996, 2006, 2011 |
| 전북 현대 모터스         | 5    | 3      | 2000, 2003, 2005, 2020, 2022 | 1999, 2013, 2023 |
| 포항 스틸러스            | 5    | 3      | 1996, 2008, 2012, 2013, 2023 | 2001, 2002, 2007 |
| 전남 드래곤즈            | 4    | 1      | 1997, 2006, 2007, 2021       | 2003             |
| 성남 FC                  | 3    | 3      | 1999, 2011, 2014             | 1997, 2000, 2009 |
| FC 서울                  | 2    | 3      | 1998, 2015                   | 2014, 2016, 2022 |
| 울산 현대                | 1    | 3      | 2017                         | 1998, 2018, 2020 |
| 부산 아이파크            | 1    | 2      | 2004                         | 2010, 2017       |
| 대구 FC                  | 1    | 1      | 2018                         | 2021             |
| 대전 하나 시티즌         | 1    | 0      | 2001                         | —                |
| 경남 FC                  | 0    | 2      | —                            | 2008, 2012       |
| 제주 유나이티드          | 0    | 1      | —                            | 2004             |
| 울산 현대미포조선 돌고래 | 0    | 1      | —                            | 2005             |
| 인천 유나이티드          | 0    | 1      | —                            | 2015             |
| 대전 한국철도            | 0    | 1      | —                            | 2019             |

## 같이 보기
- 대한민국 FA컵
- 대한민국 FA컵 최우수선수상 (MVP)
- FA컵 득점상 (대한민국)
- 대한민국의 축구 최상위리그 우승 구단
- 대한민국의 축구 2부리그 우승 구단
- K리그
- K리그 컵
- 내셔널리그
- K3리그
- 슈퍼컵
- 전조선축구대회
- 전국축구선수권대회
- 대통령배 전국축구대회
- AFC 챔피언스리그
- 대한축구협회